# Phân thứ bộ Cánh cụt
Phân thứ bộ Cánh cụt (danh pháp khoa học: Staphyliniformia) là một phân thứ bộ bọ cánh cứng. Có khoảng 60.000 loài được mô tả và phân bố khắp thế giới. Phần lớn các loài thuộc phân thứ bộ này sinh sống ở các nơi ẩm, ăn nhiều loài thực phẩm khác nhau như xác cây phân huỷ, nấm, phân, nhiều loài sinh sống dưới nước.

## Đặc trưng
Phần lớn các loài trong phân thứ bộ này là bọ cánh cứng với kích thước từ nhỏ tới trung bình. Nhóm đa dạng này có ít đặc trưng cùng có tổ tiên (apomorphy) rõ ràng. Chúng có râu 11 đốt nguyên thủy, cổ co hẹp lại ngay phía sau mắt. Đốt ngực trước mặt lưng có rìa bên lớn, rõ nét. Các chân của ấu trùng chia 5 đốt, còn đoạn đốt bụng thứ 10 thường có gai hay móc. Các cặp "sừng" tại chỏm phía sau của phần bụng của ấu trùng có khớp ở gốc.

## Phân loại
Staphyliniformia thuộc về phân bộ Polyphaga và thường được coi là một phân thứ bộ hay loạt. Nó chứa 3 siêu (liên) họ sau:
- Histeroidea.
- Hydrophiloidea, bao gồm cả cà niễng râu ngắn
- Staphylinoidea, bao gồm bọ đá giống kiến (Scydmaenidae), bọ ăn xác chết (Silphidae) và bọ cánh cụt hay kiến nhiều khoang (Staphylinidae).

Một vài nghiên cứu gần đây đề xuất việc gộp nó với siêu họ Scarabaeoidea (phân thứ bộ Scarabaeiformia) để tạo ra cái gọi là dòng dõi Hydrophiloid. Mối quan hệ nhóm chị-em của Hydrophiloidea và Histeroidea cũng được hỗ trợ mạnh.
Các hóa thạch rõ ràng thuộc về nhóm này có niên đại tới kỷ Trias, và nguồn gốc đầu đại Trung sinh của nhóm này là có thể

## Hình ảnh

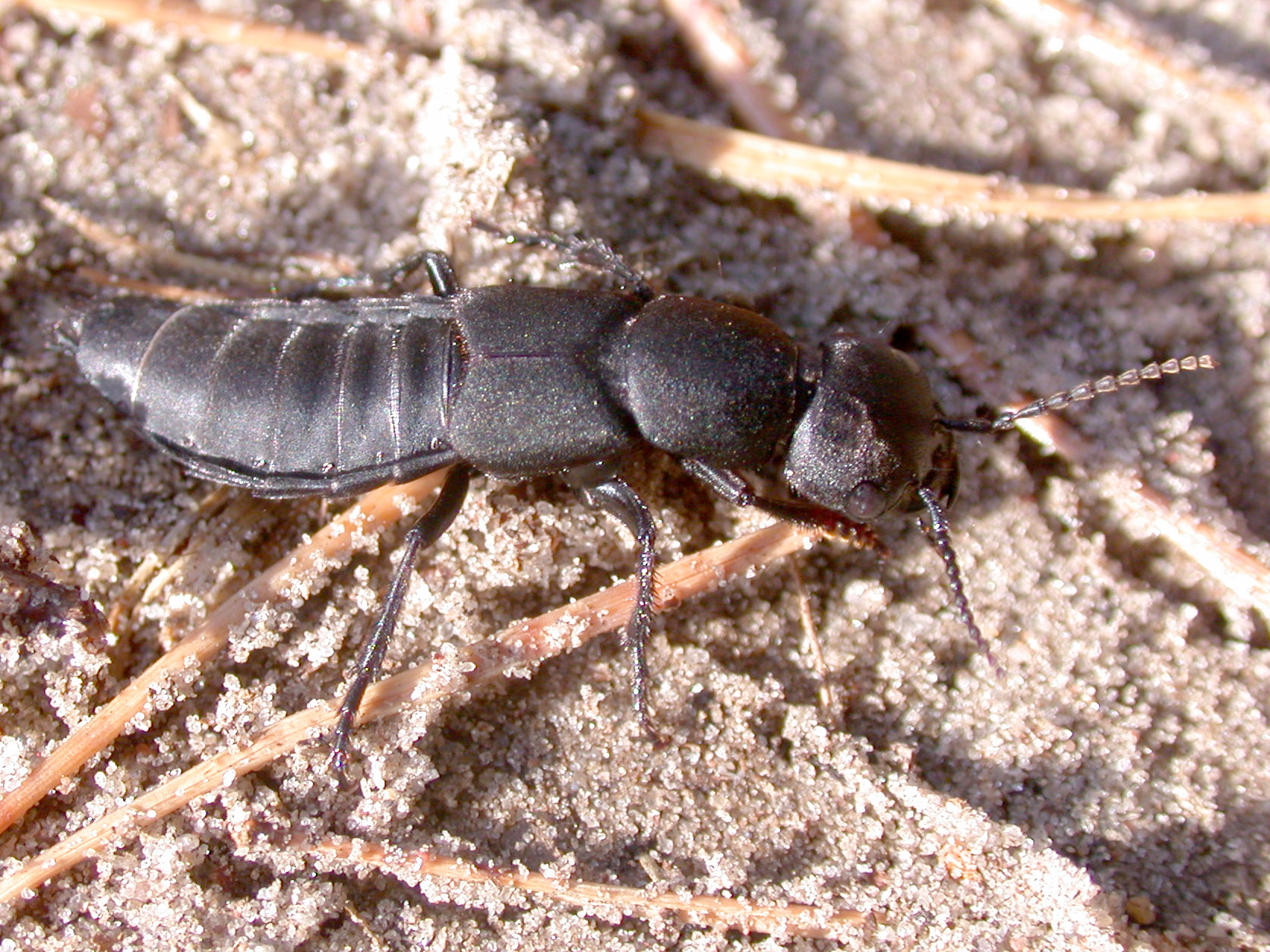
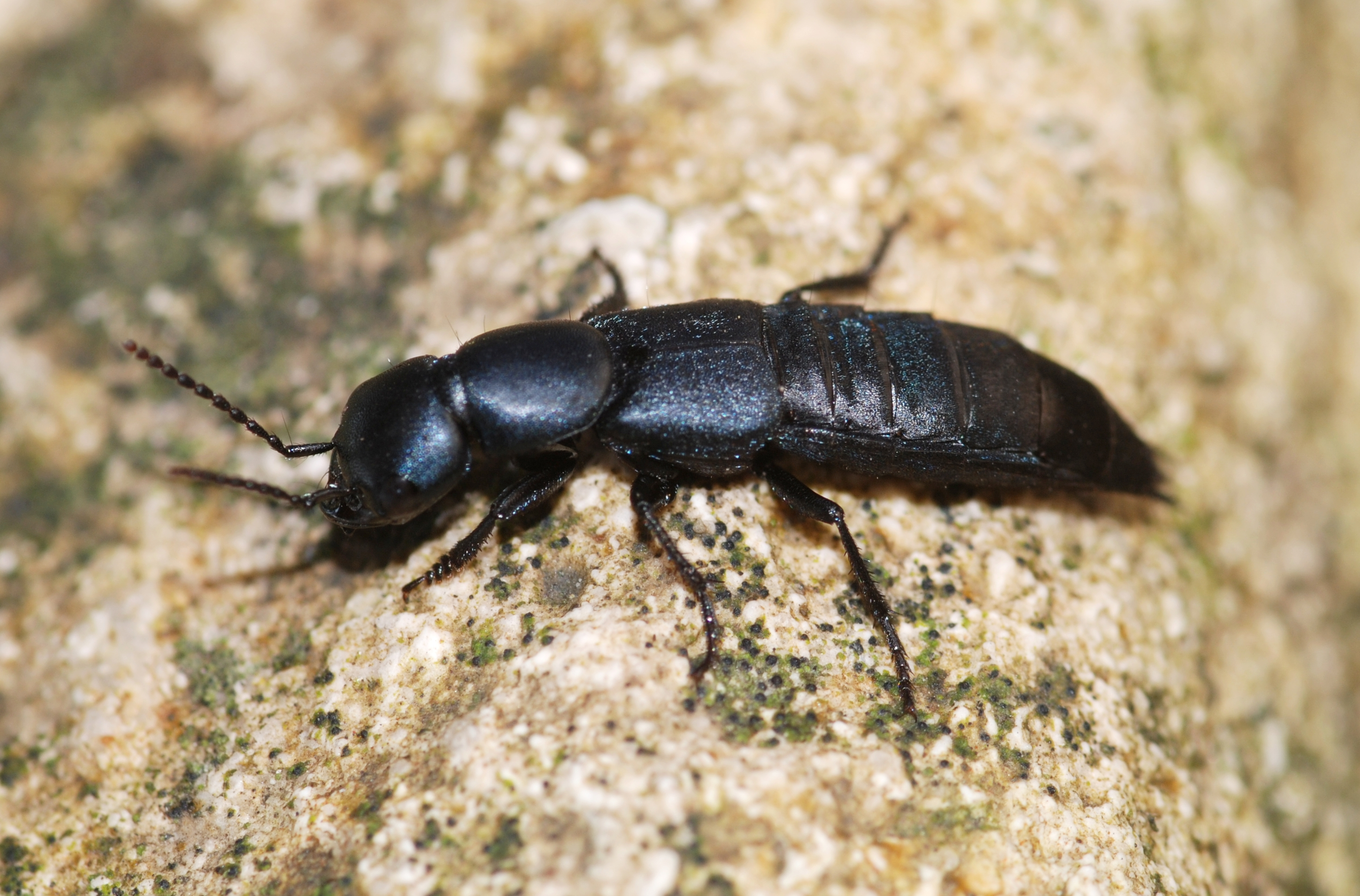
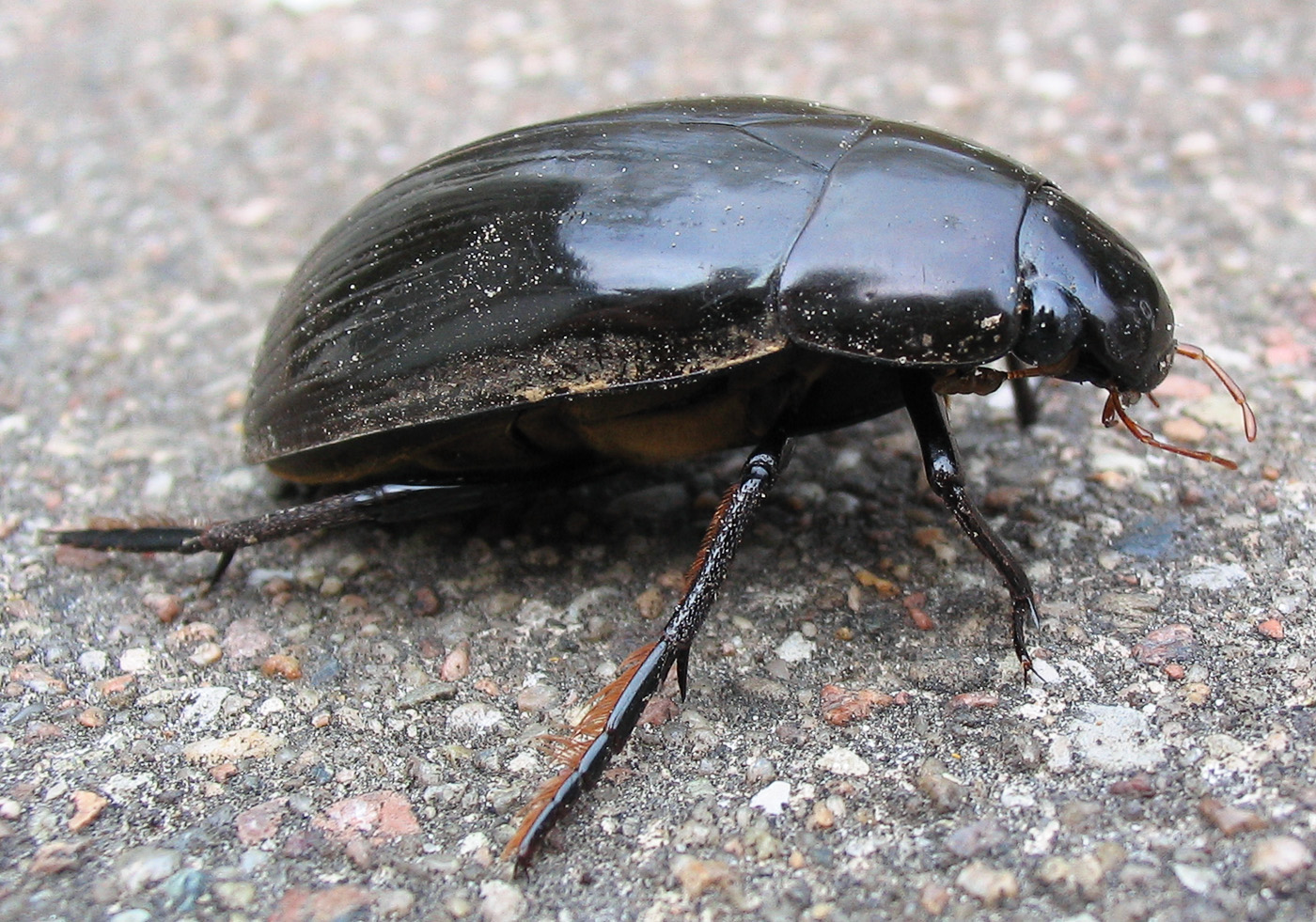
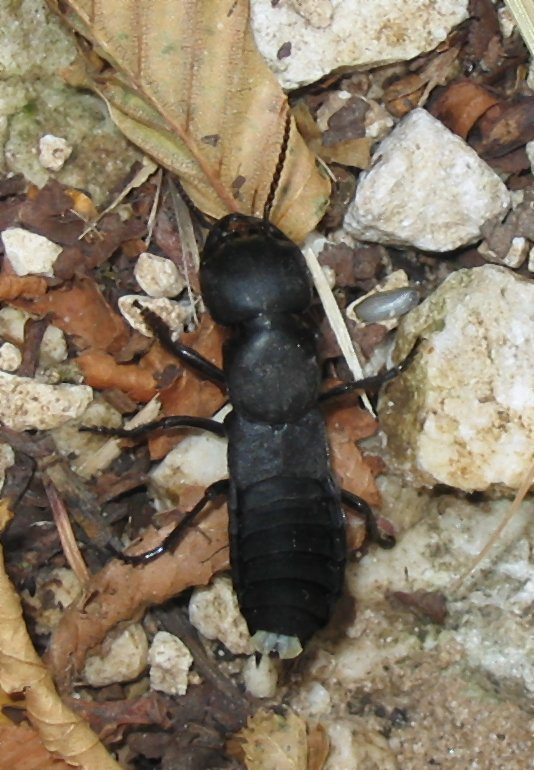